# JCreator
JCreator is een IDE ontwikkeld door Xinox Software voor de programmeertaal Java. Er bestaat een shareware Lite Edition (LE) en een shareware Pro Edition (Pro) die voor een periode van 30 dagen gratis gebruikt kunnen worden (daarna kan men het product aanschaffen). Het is geheel geschreven in C++ waardoor het snel is in vergelijking met andere (op Java gebaseerde) IDE's. Oudere versies van de Lite Edition (LE) zijn freeware.

## Lite en Pro Edition
De Lite Edition bevat onder andere:
- lay-out vergelijkbaar met Microsoft Visual Studio
- syntaxiskleuring
- code-invouwing
- overzichten van de huidige projecten, bestanden, klassen en methoden
- onbeperkte ondersteuning voor ongedaan maken/herhalen van bewerkingen
- aanpasbare gebruikersinterface
- wizards voor het aanmaken van klassen en interfaces

De Pro Edition bevat daarnaast ook nog onder andere het volgende:
- geïntegreerde CVS
- aanvullen en voltooiing van getypte code
- tooltips bij objecten en bepaalde delen van de code
- navigatie door de broncode
- debugger

## Trivia
- De eerste versie van JCreator (0.1) was geschreven in Java maar men besloot over te stappen naar C++ voor betere prestaties.